# Edgar Van Nuys Allen
Edgar Van Nuys Allen (* 22. Juni 1900 in Cozad, Dawson County, Nebraska; † 14. Juni 1961 in Rochester, Minnesota) war ein US-amerikanischer Arzt. Nach ihm sind der Allen-Test, mit dem die Durchgängigkeit von Handarterien geprüft wird, und das Allen-Hines-Syndrom (mit dem US-amerikanischen Arzt Edgar Alphonso Hines Jr., 1905–1978), eine Ansammlung von Fett und Flüssigkeit in Beinen und Gesäß, benannt.
Allen war als Spezialist für das Herz-Kreislauf-System Professor an der Mayo Clinic. 1960 war er Mitempfänger des Albert Lasker Award for Clinical Medical Research für Studien an Dicumarol. Er war weiterhin Herausgeber eines der ersten umfassenden Lehrbücher über Gefäßkrankheiten.